# Husajn Kamil al-Madżid
Husajn Kamil Hasan al-Madżid (arab. حسين كامل حسن الماجد ur. 1954, zm. 23 lutego 1996) – iracki polityk, minister przemysłu zbrojeniowego, zięć i kuzyn Saddama Husajna.

## Życiorys
Był dalekim kuzynem Saddama Husajna i mężem jego córki Raghad; dzięki temu mógł wejść do ścisłej elity władzy w Iraku rządzonym dyktatorsko przez Saddama Husajna. Był zawodowym wojskowym. Od 1987 nadzorował iracki program zbrojeniowy i przewodniczył Komisji Industrializacji Produkcji Zbrojeniowej. W 1988 stanął na czele nowo utworzonego ministerstwa przemysłu i industrializacji armii, które przejęło kompetencje komisji. W 1991 brał udział w tłumieniu powstania irackich szyitów.
7 sierpnia tego roku wraz z żoną, bratem - Saddamem Kamilem al-Madżidem, jego żoną Raną - również córką Saddama Husajna oraz szefem sztabu armii irackiej Nizarem al-Chazradżim zbiegł do Jordanii, gdzie potwierdził, że Irak posiadał i rozwijał arsenał broni masowego rażenia. Uzyskał azyl polityczny i rozpoczął współpracę z UNSCOM i Międzynarodową Agencją Energii Atomowej asystując w ich inspekcjach w poszukiwaniu broni masowego rażenia w Iraku. Husajn Kamil al-Madżid stwierdził, że po wojnie w Zatoce Perskiej Irak zniszczył posiadane zasoby takiej broni
Do opuszczenia Bagdadu skłonił go fakt, że prowadzony przez niego za przyzwoleniem dyktatora przemyt ropy naftowej został przekazany w ręce syna Saddama Husajna Udajja. Został jednak odrzucony przez żyjących już w Jordanii irackich dysydentów.
Skłoniło to obydwu braci do powrotu do Iraku; zostali zapewnieni, że ich działania zostały im wybaczone przez Saddama Husajna. W lutym 1996, następnego dnia po powrocie, zostali za zdradę zastrzeleni na polecenie dyktatora; zginęło również kilku członków ich bliskiej rodziny.